# لوخي (قلندر أباد)
لوخي (بالفارسية: لوخی) هي قرية تقع في قسم قلندرآباد الريفي في إيران. يقدر عدد سكانها بـ 35 نسمة .